# Emil Biela
Emil Biela (ur. 27 lipca 1939 w Myślenicach, zm. 19 kwietnia 2021 tamże) – polski poeta i prozaik.

## Życiorys
Ukończył filologię polską w Wyższej Szkole Pedagogicznej (Kraków). Debiutował w 1962 na łamach tygodnika „Życie Literackie” jako poeta. Był nauczycielem w Myślenicach.
W 1970 otrzymał wyróżnienie w Konkursie o Nagrodę Czerwonej Róży za tom Jasnowdzięczni.

## Twórczość wybrana
- Pasaże (powieść, 1967)
- Srebrna gałąź (poezje, 1968)
- Fascynacje (poezje, 1968)
- Jasnowdzięczni (powieść, 1970)
- Księga stwarzania świata (powieść, 1971)
- Powrót marnotrawnego (powieść, 1972)
- Papierowe okręty (poezje, 1979)
- Fontanna (powieść, Wydawnictwo Śląsk 1980)
- Cztery baśnie w jednej baśni (utwory dla dzieci, 1984)

## Bibliografia

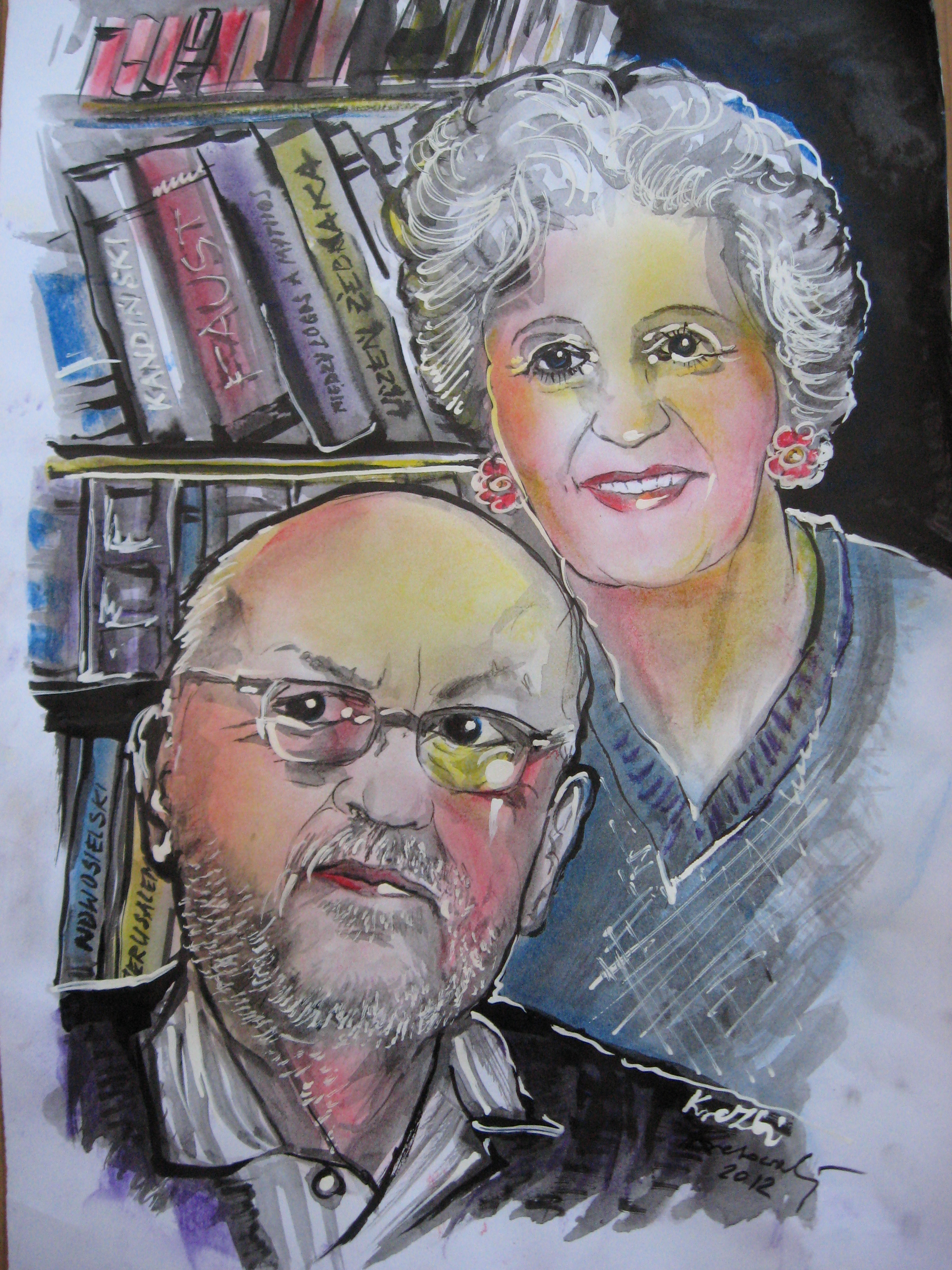
Emila Biela z żoną
autor Zbigniew Kresowaty